# Pollock (Louisiana)
Pollock is een plaats (town) in de Amerikaanse staat Louisiana, en valt bestuurlijk gezien onder Grant Parish.

## Demografie
Bij de volkstelling in 2000 werd het aantal inwoners vastgesteld op 376.
In 2006 is het aantal inwoners door het United States Census Bureau geschat op 383, een stijging van 7 (1,9%).

## Geografie
Volgens het United States Census Bureau beslaat de plaats een oppervlakte van
3,3 km², geheel bestaande uit land. Pollock ligt op ongeveer 61 m boven zeeniveau.

## Plaatsen in de nabije omgeving
De onderstaande figuur toont nabijgelegen plaatsen in een straal van 28 km rond Pollock.